# Лос-Сантос (Колумбия)
Лос-Сантос (исп. Los Santos) — город и муниципалитет в северо-восточной части Колумбии, на территории департамента Сантандер. Входит в состав провинции Метрополитана.

## История
Поселение, из которого позднее вырос город, было основано 1 января 1750 года. Муниципалитет Лос-Сантос был выделен в отдельную административную единицу в 1827 году.

## Географическое положение

Муниципалитет Лос-Сантос

Город расположен в центральной части департамента, в горной местности Восточной Кордильеры, на берегах реки Субе, на расстоянии приблизительно 35 километров к югу от города Букараманги, административного центра департамента. Абсолютная высота — 1327 метров над уровнем моря.
Муниципалитет Лос-Сантос граничит на северо-западе с территорией муниципалитета Сан-Хуан-де-Хирон, на северо-востоке — с муниципалитетом Пьедекуэста, на востоке — с муниципалитетом Аратока, на юго-востоке — с муниципалитетом Хордан, на юго-западе — с муниципалитетом Вильянуэва, на западе — с муниципалитетом Сапатока. Площадь муниципалитета составляет 242 км².

## Население
По данным Национального административного департамента статистики Колумбии, совокупная численность населения города и муниципалитета в 2015 году составляла 12 185 человек.
Динамика численности населения муниципалитета по годам:
| 2005   | 2006   | 2007   | 2008   | 2009   | 2010   | 2011   | 2012   | 2013   | 2014   | 2015   |
| ------ | ------ | ------ | ------ | ------ | ------ | ------ | ------ | ------ | ------ | ------ |
| 10 977 | 11 107 | 11 229 | 11 354 | 11 472 | 11 592 | 11 708 | 11 828 | 11 946 | 12 065 | 12 185 |

Согласно данным переписи 2005 года мужчины составляли 52,8 % от населения Лос-Сантоса, женщины — соответственно 47,2 %. В расовом отношении белые и метисы составляли 99,8 % от населения города; негры, мулаты и райсальцы — 0,2 %.
Уровень грамотности среди всего населения составлял 82,4 %.

## Экономика
Основу экономики Лебрихи составляет сельское хозяйство
58 % от общего числа городских и муниципальных предприятий составляют предприятия торговой сферы, 22,2 % — предприятия сферы обслуживания, 14,5 % — промышленные предприятия, 5,3 % — предприятия иных отраслей экономики.